# Nikolinci
Nikolinci (Serbo: Николинци, Rumeno: Nicolinţ, Ungherese: Temesmiklós) è un villaggio della Serbia situato nella municipalità di Alibunar, nel distretto del Banato Meridionale, nella provincia autonoma di Voivodina.

## Popolazione
Il villaggio è popolato prevalentemente da Rumeni e conta 1 240 abitanti (censimento del 2002).
- 1961: 2 716 abitanti
- 1971: 2 377 abitanti
- 1981: 1 905 abitanti
- 1991: 1 634 abitanti
- 2002: 1 240 abitanti